# NGC 1635
NGC 1635 é uma galáxia espiral barrada (SB0-a) localizada na direcção da constelação de Eridanus. Possui uma declinação de -00° 32' 50" e uma ascensão recta de 4 horas, 40 minutos e 07,9 segundos.
A galáxia NGC 1635 foi descoberta em 1 de Janeiro de 1786 por William Herschel.